# 管国芳
管国芳（1965年—），云南陇川人，傣族，中华人民共和国政治人物、第十一届全国人民代表大会云南地区代表。
毕业于中央党校研究生院科学社会主义专业。2008年，担任全国人大常委会委员、全国人大民族委员会委员，云南省德宏州人大常委会副主任。